# Joe Williams (politikus)
Joseph Williams (Aitutaki, 1934. október 4. – Auckland, Új-Zéland, 2020. szeptember 4.) Cook-szigeteki politikus, orvos, 1999-ben négy hónapig a Cook-szigetek miniszterelnöke. Sokat tett a nyirok-filariasis, a vastagbőrűség visszaszorításért. Fő lakhelye az új-zélandi Auckland volt, ahol a Mt Wellington Integrated Family Health Centre orvosigazgatójaként tevékenykedett.

## Orvosi pályafutása
Williams 1960-ban diplomázott az Otagói Orvosi Iskolában, majd a Hawaii Egyetemen szerzett közegészségügyi mesterdiplomát. 1964-ben visszatért a Cook-szigetekre, ahol főorvosként, sebészként, belgyógyászként dolgozott, majd egészségügyi igazgató, később társadalmi szolgáltatások titkára lett. Emellett olyan trópusi betegségek kutatásában vett részt, mint a filariasis.
Williams kutatásainak és a közegészségügyi gyakorlatban bevezetett eljárásainak köszönhetően a Cook-szigeteken „az Egészségügyi Világszervezet (WHO) által támasztott valamennyi kritérium szerint a nyirok-filariasis többé nem számít közegészségügyi problémának.” 1995–1997 között a WHO vezetőségének is tagja volt, 1998 és 2004 között pedig a nyirok-filariasis világszintű felszámolásáért felelős munkacsoport munkájában vett részt. 2002-ben a Cook-szigetek kormánya sikertelenül jelölte Williamset a szervezet élére.
1999-ben az új-zélandi egészségügyi és fogyatékosságügyi biztos úgy találta, hogy Williams etikai normákat sértett meg, mikor egyik páciensét félrediagnosztizálta, és olyan gyógyszereket adott neki, melyeknek már lejárt a szavatossági idejük.
2002-ben Williams botrányba keveredett egy a Cook-szigetekre tervezett orvosi teszt során. Egy olyan vizsgálatról volt szó, mely során disznóból vett sejteket fecskendeztek volna be emberekbe, hogy így kezeljék a cukorbetegséget. Erre a jogi előírások miatt nem kerülhetett sor Új-Zélandon, így a kevésbé szabályozott szigetcsoportra vitték át a kísérleteket. Williams, aki az elképzelés nagy támogatja volt, úgy gondolta, hogy nagy bevételt hozhatna ez a Cook-szigeteknek, de az elképzelés körül nagy botrány bontakozott ki.
2015-ben Williams a saját kutatásai alapján könyvet írt az ekcémáról és annak kezeléséről. Annak ellenére, hogy több páciense is nyíltan kiállt mellette, 2018-ban Williamst 10.000 NZD büntetésre valamint 145.000 NZD pénzbüntetés megfizetésére kötelezték, továbbá három évig csak felügyelet alatt praktizálhat, mert az ekcéma kezelésére jóvá nem hagyott gyógymódot alkalmazott.

## Politikai pályafutása
Williamst először az 1968-as általános választásokon választották meg Aitutaki parlamenti képviselőjének, aki a Cook-szigeteki Párt jelöltjeként indult. 1974 és 1978 között a terület egészségügyi és oktatási minisztere volt Albert Henry kormányában, akinek ugyanakkor személyi orvosa is volt. Egészségügyi miniszterként támogatta, hogy Milan Brych cseh rákkutató szakorvos áttelepítse a klinikáját a Cook-szigetekre annak ellenére, hogy azt már korábban törölték az új-zélandi nyilvántartásból. Annak a három jelentős képviselőnek az egyike volt, akik még az 1978-as választások előtt kiléptek a pártjukból, majd az Egység Párt színeiben megmérette magát Arorangi választókörzetében, ahol végül elbukott.
Williams ezután áttelepült Új-Zélandra. Ismét csatlakozott a Cook-szigeteki Párthoz, az 1994-es választásokon pedig a tengeren túli körzetben újraválasztották, így a külföldön, leginkább Új-Zélandon élő Cook-szigetekieket képviselte. 1994–1996 között ő volt az egészségügyért, turizmusért, közlekedésért és az állami vállalatokért felelős miniszter. Bár a párt tagja volt, de ellenezte azt, hogy az ország élén a pártot 1979–2006 között irányító Geoffrey Henry vezesse, aki 1989–1999 között állt az ország élén. A párt sok tagja ellenezte az Új Szövetség Párttal kötött megállapodást, és sok vita után Henry elvesztette ellenőrzését a távozók felett, és lemondott a posztjáról. 1999. júliusban szűk többséggel megválasztották Williamst a terület miniszterelnökévé. Ez több területen is érzékelhető ellenszenvet váltott ki, leginkább azért, mert Williams nem a szigeteken lakott. 1999. októberben az Új Szövetség kilépett a kormánykoalícióból, így megszűnt a kormánytöbbség. Williams megpróbált új kormányt alakítani, de a következő hónapban a Demokratikus Szövetség Párt és az Új Szövetség Párt egy bizalmatlansági indítványt nyújtott be, amit ő elbukott. Az új miniszterelnök Terepai Maoate lett. Parlamenti képviselői helyét akkor vesztette el, mikor 2003-ban megszüntették a tengeren túli területek választókerületét.
Williams később Új-Zélandon kezdett politikai karrierbe, ahol az Új-Zéland Először párt listáján a 15. helyen indult a 2005-ös választásokon, és ugyanekkor Maungakiekie választókerületében is indult. Képviselői helyet nem szerzett, mert a kerületében csak harmadik lett, pártja pedig csak hét képviselőt küldhetett a parlamentbe.
Williams 2017-ben visszatért az új-zélandi politikába, mikor megalapította az Egy Pacifista Mozgalom nevű szerveződést. Később megállapodtak a Māori Párttal, hogy az ő listájukon William jelöltjei is indulhassanak.

## Elismerései
Williamst 1974-ben kitüntették a Királynő Szolgálati Medáljával Új-Zélandon, 2004-ben pedig megkapta a Pasifika Orvosi Szervezet Szolgálati Kitüntetésével. A 2011-es új-zélandi újévi ünnepségek keretében neki adományozták a Királynő Szolgálatáért Érdemrendet a Cook-szigeteki közösségért tett erőfeszítéseinek elismeréséért.
2015-ben Williamset a Pasifika Orvosi Szövetség Patrónusává választották, 2016-ban pedig megkapta a WHO Elismerő Díját, mivel segített megszüntetni a nyirok-filariasist.

## Magánélete és halála
Williams Aitutakiban született és Új-Zélandon a Northland Főiskolán tanult állami ösztöndíjjal.
Williams 2020. augusztus 13-án került kórházba, miután pozitívan tesztelték COVID–19-re. 2020. szeptember 4-én halt meg.

## Fordítás
- Ez a szócikk részben vagy egészben  a   Joe Williams (Cook Islands politician) című angol Wikipédia-szócikk ezen változatának fordításán alapul.  Az eredeti cikk szerkesztőit annak laptörténete sorolja fel. Ez a jelzés csupán a megfogalmazás eredetét és a szerzői jogokat jelzi, nem szolgál a cikkben szereplő információk forrásmegjelöléseként.